# 安藤忍
安藤 忍（あんどう しのぶ、1895年 - 1970年12月8日）は、日本の野球選手・監督。東京都出身。

## 来歴・人物
麻布中学（現：麻布中学校・高等学校）、明治大学、大連実業団を経たが、詳しい経歴は不明。
1950年、東急フライヤーズの総監督として入団。翌1951年、大学の後輩であった井野川利春より指揮権を委ねられ、監督に就任。プロ野球は全くの未経験だった中で指揮したが、6位（7チーム中）に終わり好成績は残せなかった。1952年に再び東急の総監督に就任し、1970年12月8日死去。享年75。

## 詳細情報

### 年度別監督成績
| 年度      | 年度      | チーム    | 順位      | 試合数 | 勝利 | 敗戦 | 引分 | 勝率 | チーム 本塁打 | チーム 打率 | チーム 防御率 | 年齢       |            |
| --------- | --------- | --------- | --------- | ------ | ---- | ---- | ---- | ---- | ------------- | ----------- | ------------- | ---------- | ---------- |
| 1951      | 昭和26年  | 東急      | 6位       | 102    | 38   | 56   | 8    | .404 | 71            | .241        | 3.64          | 56歳       |            |
| 通算：1年 | 通算：1年 | 通算：1年 | 通算：1年 | 102    | 38   | 56   | 8    | .404 | Bクラス1回    | Bクラス1回  | Bクラス1回    | Bクラス1回 | Bクラス1回 |

- 1950年 - 1953年は7球団制

### 背番号
- 50（1950年、1952年）
- 30（1951年）